# Tiro com arco nos Jogos Pan-Americanos de 1983
As competições de tiro com arco nos Jogos Pan-Americanos de 1983 foram realizadas em Caracas, Venezuela. Esta foi a segunda edição do esporte nos Jogos Pan-Americanos. Assim como nos Jogos Olímpicos, as competições ocorreram apenas com arco recurvo. 

## Eventos
| Evento                                | Ouro                    | Prata                    | Bronze                   |
| ------------------------------------- | ----------------------- | ------------------------ | ------------------------ |
| Individual masculino detalhe          | Darrell Pace ( USA )    | Richard McKinney ( USA ) | Renato Emilio ( BRA )    |
| Recurvo masculino – 30 metros detalhe | Jerry Pylypchuk ( USA ) | Richard McKinney ( USA ) | Alfonso Donate ( CUB )   |
| Recurvo masculino – 50 metros detalhe | Darrell Pace ( USA )    | Jerry Pylypchuk ( USA )  | Carlos Mesa ( MEX )      |
| Men's Recurve – 70 metros detalhe     | Edwin Eliason ( USA )   | Darrell Pace ( USA )     | Renato Emilio ( BRA )    |
| Recurvo masculino – 90 metros detalhe | Darrell Pace ( USA )    | Richard McKinney ( USA ) | Daniel Desnoyers ( CAN ) |
| Individual feminino detalhe           | Ruth Rowe ( USA )       | Deborah Ochs ( USA )     | Linda Kazienko ( CAN )   |
| Recurvo feminino – 30 metros detalhe  | Luann Ryon ( USA )      | Ruth Rowe ( USA )        | Linda Kazienko ( CAN )   |
| Recurvo feminino – 50 metros detalhe  | Deborah Ochs ( USA )    | Luann Ryon ( USA )       | Linda Kazienko ( CAN )   |
| Recurvo feminino – 60 metros detalhe  | Ruth Rowe ( USA )       | Deborah Ochs ( USA )     | Aurora Bretón ( MEX )    |
| Recurvo feminino – 70 metros detalhe  | Ruth Rowe ( USA )       | Deborah Ochs ( USA )     | Aurora Bretón ( MEX )    |
| Equipes masculinas detalhe            | USA Estados Unidos      | CAN Canadá               | MEX México               |
| Equipes femininas detalhe             | USA Estados Unidos      | CAN Canadá               | BRA Brasil               |

## Quadro de medalhas
| Posição | Nação              |    |    |    | Total |
| ------- | ------------------ | -- | -- | -- | ----- |
| 1       | USA Estados Unidos | 12 | 10 | 0  | 22    |
| 2       | CAN Canadá         | 0  | 2  | 4  | 6     |
| 3       | BRA Brasil         | 0  | 0  | 4  | 4     |
| 4       | MEX México         | 0  | 0  | 3  | 3     |
| 4       | CUB Cuba           | 0  | 0  | 1  | 1     |
| Total   | Total              | 12 | 12 | 12 | 36    |